# Heike Wiechmann

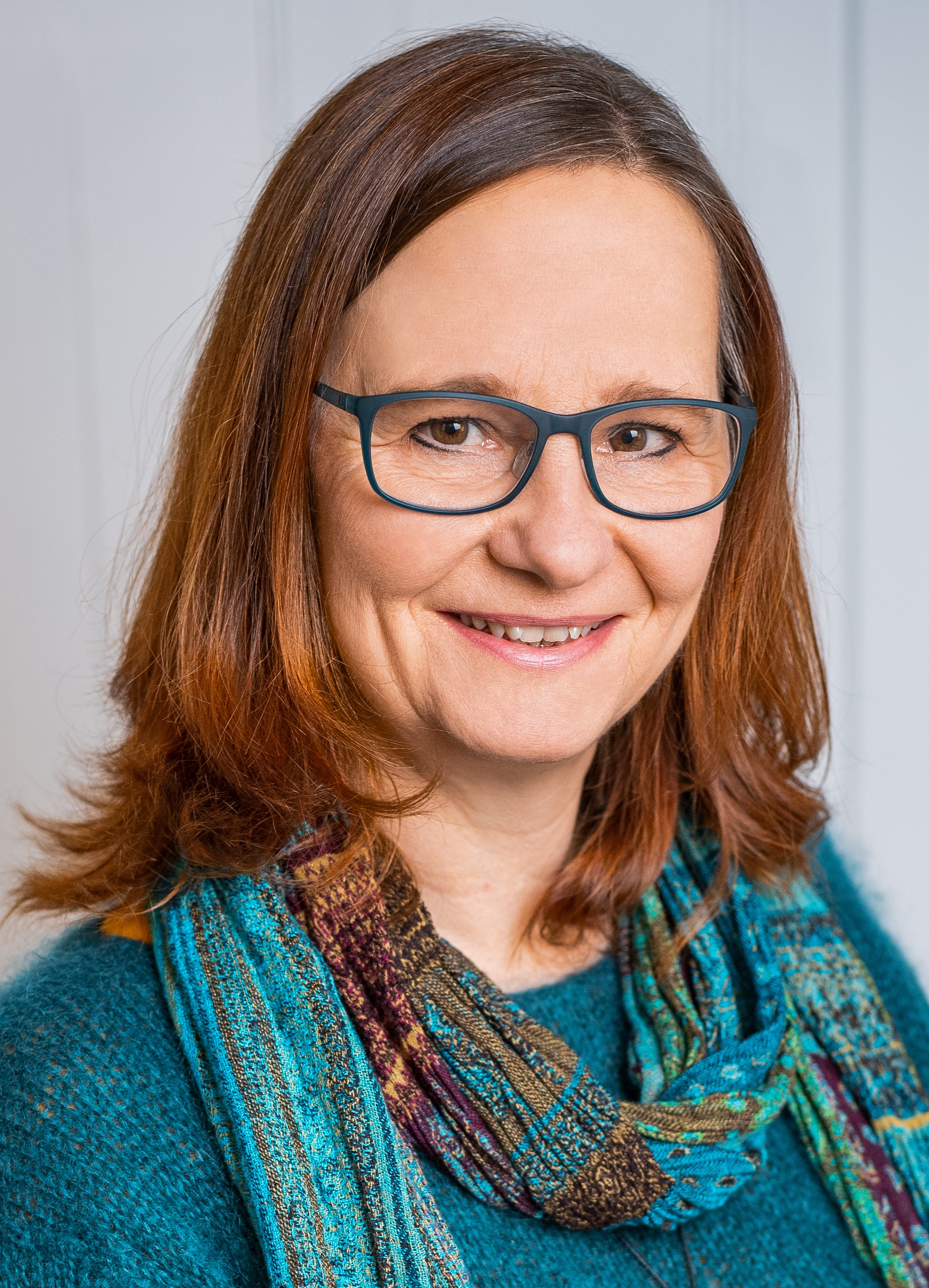
Heike Wiechmann, 2020

Heike Wiechmann (* 1963 in Lübeck-Travemünde) ist eine deutsche Designerin, Illustratorin und Autorin. Einer breiteren Öffentlichkeit bekannt wurde sie durch den von ihr entworfenen Kerzenständer „Geburtstagszug“, der 2013 Rechtsgeschichte schrieb.

## Leben und Werk
Heike Wiechmann studierte Pädagogik an der Universität Lüneburg und der Christian-Albrechts-Universität Kiel sowie Illustration an der FH Hamburg.
Nach mehreren Jahren als Designerin und Produktmanagerin einer Spielzeugfirma arbeitet sie seit 1997 als freiberufliche Designerin, Illustratorin und Autorin.
Wiechmann hat über 40 Kinderbücher anderer Autoren, unter anderem von Anne Bachner und Julia Boehme illustriert. Ihre mehr als 30 eigenen Kinderbücher richten sich vor allem an Erstleser. Wiechmanns Bücher erscheinen unter anderem bei Fischer Duden, Loewe, Carlsen, Arena und Ravensburger. Außerdem zeichnet Heike Wiechmann Cartoons zu Frauen- und Gesundheitsthemen. 2021 erschien ihr erster Roman für Erwachsene.
Heike Wiechmann lebt in Lübeck und Mecklenburg-Vorpommern und ist Gründungs- und Ehrenmitglied der Illustratoren Organisation. Ab Mai 2018 gehörte sie für die Wählergemeinschaft „Die Unabhängigen“ der Bürgerschaft der Hansestadt Lübeck an. Im August 2019 gab sie ihr Mandat zurück, weil es ihr für ihre freiberufliche Arbeit nicht genug Zeit lasse.

## Geburtstagszug-Urteil

Heike Wiechmann: Geburtstagszug, Tinte auf Papier, 1998, 42 × 30 cm.

1998 entwarf Wiechmann für den Holzspielzeughersteller Gollnest & Kiesel („Goki“) eine Tischdekoration für Kindergeburtstage namens „Geburtstagszug“. Diese besteht aus einer Holzlokomotive und mehreren Waggons, auf die sich Ziffern und Kerzen aufstecken lassen. Die Klägerin erhielt für diesen Entwurf und einen weiteren ein Gesamthonorar in Höhe von 400,– DM. Der Geburtstagszug wurde das erfolgreichste Goki-Produkt und entwickelte sich zu einem Verkaufsschlager. Wiechmann hielt die Vergütung für zu gering und erhob, unterstützt von der Gewerkschaft ver.di, Klage auf Zahlung einer weiteren angemessenen Vergütung nach dem so genannten Bestsellerparagrafen (§ 32a UrhG).
Nachdem sowohl das Landgericht Lübeck 2010 als auch das Oberlandesgericht Schleswig 2012 die Klage mit dem Argument abgewiesen hatten, der Entwurf sei als angewandte Kunst nicht urheberrechtlich, sondern nur designrechtlich schutzfähig, entschied der Bundesgerichtshof 2013 unter Abkehrung von einer 1911 vom Reichsgericht entwickelten Rechtsprechung und unter Berufung auf die Geschmacksmusterrichtlinie für die Beklagte. Erst seit dem so genannten „Geburtstagszug-Urteil“ gilt im deutschen Urheberrecht dieselbe Schutzschwelle für die angewandte Kunst wie für die so genannte reine Kunst.

## Werke

### Kinderbücher

#### Autorin (Auswahl)
- Klassenreise an die See. Mit Illustrationen von Elisabeth Holzhausen. Ravensburger Buchverlag, 2. Aufl., 2016, ISBN 3-473-36479-7.
- Krimigeschichten, Mit Illustrationen von Dirk Henning. Loewe Verlag 2017, ISBN 978-3-7855-8273-2.
- Das Geheimnis der Räuberhöhle. Mit Illustrationen von Franziska Harvey, Loewe Verlag 2020, ISBN 978-3-7432-0509-3.
- Ein Schultag im alten Rom. Mit Illustrationen von Reto Klindt, Fischer Duden 2021.
- Das Geheimnis der Räuberhöhle. Mit Illustrationen von Franziska Harvey. Loewe-Verlag 2021, ISBN 978-3-7432-0509-3.

#### Autorin und Illustratorin (Auswahl)
- Heike Wiechmann: Leserabe – Das Detektivpony. Lustige Ponygeschichten. Ravensburger Buchverlag, 2. Aufl. 2010, ISBN 3-473-36325-1.
- Heike Wiechmann: Leselöwen – Pferdegeschichten. Loewe-Verlag, 2. Aufl. 2010, ISBN 3-7855-6779-0.
- Heike Wiechmann: Lesepiraten – Strubbels gefährliche Reise. Loewe-Verlag 2010, ISBN 3-7855-6687-5.
- Heike Wiechmann: Lesepiraten – Reitstallgeschichten. Loewe-Verlag 2011, ISBN 3-7855-7201-8.
- Heike Wiechmann: Leserabe – Die wilden Zebrakicker. Ravensburger Buchverlag 2012, ISBN 3-473-36270-0.
- Heike Wiechmann: Platsch! Wo bist du, kleiner Frosch? Arena-Verlag 2012, ISBN 3-401-09765-2.
- Heike Wiechmann: Lesedetektive – Käpten Hering und seine Piraten. Duden-Verlag 2012, ISBN 3-7373-3516-8.
- Barbara Peters, Heike Wiechmann: Wirbel auf dem Ponyhof. Ravensburger Buchverlag 2013, ISBN 3-473-36301-4.
- Heike Wiechmann: Bildermaus – Geschichten vom Ponyhof. Loewe-Verlag, 2. Aufl. 2013, ISBN 3-7855-7432-0.
- Heike Wiechmann: Ich für dich, du für mich – Rennfahrergeschichten. Loewe-Verlag 2013, ISBN 3-7855-7579-3.
- Heike Wiechmann: Lesedetektive – Ritter Flori und die Rache der Gespenster. Duden-Verlag 2013, ISBN 3-7373-3609-1.
- Heike Wiechmann: Lesepiraten – Pferdegeschichten. Loewe-Verlag 2014, ISBN 3-7855-7729-X.
- Heike Wiechmann: Dat grote Speel. Carl E Schünemann 2014, ISBN 978-3-944552-18-7.
- Heike Wiechmann: Lesepiraten – Die Monsterfänger retten die Schule. Loewe-Verlag 2014; ISBN 3-7855-7793-1.
- Heike Wiechmann: Lesepiraten – Die Monsterfänger in der Gruselvilla. Loewe-Verlag 2015, ISBN 3-7855-7976-4.
- Heike Wiechmann: Lesepiraten – Die Monsterfänger und der Superknall. Loewe-Verlag 2015, ISBN 3-7855-8130-0.
- Heike Wiechmann: Die total verrückte Schrumpfmaschine. Fischer Duden 2018, ISBN 978-3-7373-3350-4.
- Heike Wiechmann: Die verrückte Reise ins All. Fischer Duden 2020, ISBN 978-3-7373-3413-6.
- Heike Wiechmann: Hilfe, unsere Lehrerin kann zaubern. Loewe-Verlag 2022, ISBN 978-3-7432-1107-0.

#### Illustratorin (Auswahl)
- Marliese Arold: Lesepiraten – Delfingeschichten. Mit Illustrationen von Heike Wiechmann. Loewe-Verlag, 1. Aufl. 2002, 4. Aufl. 2009, ISBN 3-7855-4367-0.
- Eva Oderski: Tiptoi Deutsch 1. Klasse. Mit Illustrationen von Heike Wiechmann. Ravensburger Buchverlag 2015, ISBN 3-473-41804-8.
- Eva Oderski: Tiptoi Mathe 2. Klasse. Mit Illustrationen von Heike Wiechmann. Ravensburger Buchverlag 2016, ISBN 3-473-41807-2.
- Norbert Golluch: Sorry, meine Katze hat den Staubsauger angemacht. Mit Illustrationen von Heike Wiechmann. Lübbe, 2021, ISBN 978-3-404-61731-9.

### Bücher für Erwachsene
- Heike Wiechmann: Oh Wehe! Cartoons für Schwangere. Mabuse-Verlag 2008.
- Rosemarie Krohn: Jule und Hannes. Mit Illustrationen von Heike Wiechmann. Mabuse-Verlag 2016 (in leichter Sprache).
- Greta Holm (Heike Wiechmann): Altes Land und neue Liebe. Knaur Taschenbuch 2021, ISBN 978-3-426-52578-4.